# Kräuterin
Die Kräuterin ist ein untergeordneter ca. 10 km × 12 km großer Gebirgsstock in den Ybbstaler Alpen und erreicht mit dem Hochstadl eine Gipfelhöhe von 1919 m ü. A., was den Hochstadl zur höchsten Erhebung der Ybbstaler Alpen macht.

## Lage und Umgebung
Das Bergmassiv befindet sich im Norden der Steiermark, nahe der Grenze zu Niederösterreich und wird im Nordwesten begrenzt von den Göstlinger Alpen (im Speziellen vom Dürrenstein), im Osten von den Mariazeller Bergen (Großer Zellerhut, 1639 m) und nach Süden durch die Salza. Dieses tief eingeschnittene, kurvenreiche Tal trennt die Kräuterin von der Hochschwabgruppe, die in den Formen ähnlich ist. Durch das Salzatal verläuft die historische Eisenstraße (die heutige B24) und die Zweite Wiener Hochquellenleitung. 
Der 7 km lange, nord-südlich ausgerichtete Hauptkamm endet im Norden in der Fadenmauer (1420 m), die steil zum Rothwald am Dürrenstein abfällt, einem besonders strengen Naturschutzgebiet. Auch im Süden, zu Füßen der West- und Südwände von Kräuterspitze (1726 m), Kleinem Hochstadl (1838 m) und Ilmlahn, erstreckt sich ein Schutzgebiet, das talseits bis Wildalpen und Weichselboden reicht. 
Im Osten ist dem Hauptkamm ein vielfältiges Bergland vorgelagert, das vom Hochtürnach (1770 m) über den Tannberg (1509 m) und sein Rotmoos bis zum Dürradmer (800–820 m) reicht, dem weit verzweigten, almbedeckten Talschluss des Radmerbaches zwischen drei 1440 m hohen Bergen. Der nördlichste davon (Schwarzenberg, 1426 m) wird allerdings schon zur Bergkette der drei Zellerhüte gezählt.
Das Warwas-Glatzen-Höhlensystem in der Kräuterin hat eine Länge von über 10,7 km und eine Tiefe von 765 m und Abstiege bis 30 m Höhe. Das Höhlensystem wird als verwinkelt beschrieben, es kommen Eisverschlüsse und Überschwemmungen vor. Am 30. Oktober 2017 stürzte ein 48-jähriger tschechischer Höhlenforscher in der Höhle ab und kam dabei ums Leben.

### Etymologie
Vermutlich leitet sich der Name des Berges von einem Hof- oder Besitzernamen ab. Er dürfte zuerst eine Alm bezeichnet und sich dann auf den Berg insgesamt übertragen haben. Nennungen einer Alm gibt es unter anderem 1139 als Grideralbe, 1340 als alpis Grider und 1416 als Greideralbe. Die weibliche Endung des Namens lässt sich durch die verkürzende Übertragung des weiblichen Genus von „Alm“ auf den Besitzernamen (die Kräuter-Alm → die Kräuterin) erklären, was auch an anderen Beispielen aus der Gegend (Riegerin, Meßnerin, stärker verballhornt auch beim Trenchtling und der Alm Jassing) beobachtet werden kann. Im Fall der Kräuterin könnte allerdings auch ein schon per se „weiblich“ benannter Hof Kräuterin bei Aschbach der Benennung zugrunde liegen.

## Wege
Markierte Aufstiege auf die Kräuterin gibt es von Rotmoos bei Weichselboden im Osten und von Dürradmer im Nordosten. Die höheren Gipfel sind relativ schroff (zweithöchster ist der Fadenkamp mit 1804 m), doch zwischen ihnen liegen ausgedehnte Almwiesen.